# No Name (gruppo musicale montenegrino)
I No Name sono stati un gruppo musicale montenegrino attivo dal 2003 al 2008.

## Storia del gruppo
Il gruppo si è formato nel 2003. Il debutto è avvenuto nel 2005 con Zauvijek moja, brano con cui la band ha partecipato all'Eurovision Song Contest 2005 in rappresentanza di Serbia e Montenegro, classificandosi al settimo posto finale. La band si guadagnò la possibilità di partecipare all'edizione successiva del Festival europeo; tuttavia a causa del voto tattico della televisione serba RTCG legato all'indipendenza del Montenegro, il gruppo non vi partecipò. La band si è sciolta nel 2008.

## Membri
- Marko Perić (2003–2006) - basso
- Marko Prentić - voce, chitarra
- Danijel Alibabić - voce
- Branko Nedović - tastiera
- Dragoljub Purlija - batteria
- Bojan Jovović - tastiera, cori